# Kobudō
Kobudō [kobɯdoː] (japanisch 古武道, dt. „alte Kriegskunst“) bezeichnet die Kampfkunst mit den auf Okinawa entwickelten Bauernwaffen, beispielsweise das Sai (eine Art Dreizack), das Nunchaku (kurzer Dreschflegel), der Bō (ein 182 cm langer Stab), die Kama (landwirtschaftlich genutzte Sichel), der Tonfa (Schlagstock) oder Tekkō (Schlagring). Speziell in Deutschland wurde durch Georg Stiebler der Hanbō (90–100 cm langer Stab, halbes Bō) als weitere Waffe etabliert, da diese Waffe eine gute Ergänzung zum Karate- und Jiu-Jitsu-Training bildet.
Weitere Waffen waren Timbei und Rōchin (Schild aus Schildkrötenpanzern und kurze Hellebarde), Wēku (Paddel) oder Suruchin (Seil mit Gewichten an den Enden).
Die Entwicklung des Kobudō wird zum einen der „Arbeiterschaft“ Okinawas zugeschrieben, aber auch dem Adel und den Beamten. Dies wird besonders bei den Ursprüngen der Katas ersichtlich, denn diese wurden von Beamten oder Adeligen entwickelt.
In japanischen Schriften wird Kobudō oft im Sinn von Koryū benutzt; die hier angegebene Bedeutung ist dagegen im westlichen Sprachgebrauch vorherrschend.

## Geschichte des Kobudo
Kobudo entstand im 16. Jahrhundert auf der Insel Okinawa. Zu dieser Zeit der japanischen Besatzung hatten Bewohner von Okinawa hohe Steuern zu bezahlen. Das Tragen von Schwertern und anderen Waffen war ihnen von der Besatzungsmacht verboten worden.
Um sich gegen die besetzenden Samurais verteidigen zu können, entwickelten die Bauern und Fischer auf Okinawa Waffensysteme, bei denen sie landwirtschaftliche Geräte, Alltagsgegenstände und Werkzeuge zu Waffen umfunktionierten: Da diese nicht den Charakter von Waffen darstellten, war das Tragen dieser erlaubt. So wurde zum Beispiel der Dreschflegel zum Nunchaku und der Stock zum Bo. Das Tonfa wurde als Kurbel an Mühlsteinen verwendet.
Da sich Kobudo parallel zum Karate entwickelte, entsprechen die Stellungen, Angriffe und Blockbewegungen denen des Karate. Kobudo und Karate bildeten früher eine Einheit. Erst im Laufe der Zeit trennten sich die Wege von Karate und Kobudo.

## Meister des Kobudō

### Historische Kobudō-Meister
- Tsuken Hantaka (auch Tsuken Hantagawa oder Tsuken Hakuta) stammte aus Yaeyama. Er lebte im 18. Jahrhundert und zeichnete sich durch hervorragende Beherrschung aller Kobudō-Waffen aus.
- Chatan Yara (Kitae Yara), der aus dem okinawanischen Dorf Chatan stammte, lebte in der 2. Hälfte des 18. Jahrhunderts. Sein Ruhm auf dem Gebiet des Kobudō ist vor allem durch einen Kampf mit dem jungen Shiroma (Gusukuma), einem anderen Meister des Kobudō, begründet, aus dem er als Sieger hervorging. Er schuf die Kata Chatanyara no sai.
- Yabiku Moden (1882–1945) lernte unter den Kobudō-Meistern Tawade Pechin, Chinen Sanda sowie Ufuchiko Sanda und Karate von Itosu Ankō. Er gründete den Ryūkyū Kobujutsu Kenkyū Kai, welcher später zum Ryūkyū Kobudō Hōzon Shinkō Kai wurde.
- Matayoshi Shinkō (1888–1947): Okinawanischer Experte des Kobudō und des Karate. Schöpfer des Matayoshi-Kobudō, eines Kampfkunststils, der durch das Wirken seines Sohns Matayoshi Shinpō weltweite Verbreitung fand. Dieser außergewöhnlich vielseitige Meister beherrschte neben einer Vielzahl von Kobudō-Waffen auch die Reitkunst, das Bogenschießen, Shuriken jutsu, den Umgang mit dem Lasso, den Kung-Fu-Stil des „Weißen Kranichs“ sowie die Akupunktur und die Wissenschaft der Heilkräuter. Einen großen Teil seiner Kenntnisse eignete er sich bei Reisen nach China an.
- Taira Shinken (1898–1970) war der letzte große, unangefochtene Meister des Kobudō, das er unter anderem bei Yabiku Moden lernte. Er trug die alten Kata zusammen und modifizierte sie leicht, um ein einheitliches System zu schaffen. Schließlich kodifizierte er die Kobudōausbildung insgesamt. Er schuf eine eigene Synthese der Kobudō-Kampfsysteme. Taira Shinken stellt nach wie vor die große Autorität des Kobudō dar, und alle heutigen Meister, die okinawanischen wie die japanischen, berufen sich auf ihn. Taira Shinkens Rolle im Kobudō ist der Funakoshi Gichins im Karate vergleichbar, sowohl in Bezug auf ihr Wissen als auch im Hinblick darauf, was heute aus ihren Künsten geworden ist. Nach dem Tod des Meisters zerbrach die technische Einheit des Kobudō, und seither ist der Streit um die legitime Nachfolge nie wieder zur Ruhe gekommen.

### Kobudō-Meister der jüngeren Vergangenheit und Gegenwart
- Sakagami Ryūsho (1915–1993), ein Japaner, der auch ein großer Meister des Shitō-Ryū-Karate war. Er erlernte die Kunst des Kobudō bei Taira Shinken und war der Lehrer von Fumio Demura. Sakagami Sadaaki ist sein Sohn.
- Richard Kim (1917–2001), Gründer der Schule des Shorinji Ryu, des Butokukai International und Autor zahlreicher Kobudo-Bücher.
- Inoue Motokatsu (1918–1993), Schüler und offizieller Nachfolger Taira Shinkens in Japan, Gründer des Ryūkyū Kobujutsu Hōzon Shinkō Kai; ein Japaner, der in Shimizu lehrte.
- Matayoshi Shinpō (1921–1997), okinawanischer Meister des Kobudō und des Karate, Sohn von Matayoshi Shinkō (1888–1947) und Erbe von dessen Stil (Matayoshi Kobudō). Matayoshi Shinpō war Gründer und Präsident der Ryūkyū Kobudō Renmei (1970 gegründet, 1972 in Zen Okinawa Kobudō Renmei – Gesamtokinawanische Kobudō-Föderation – umbenannt) in Naha. Er hat zahlreiche Experten ausgebildet, die das Matayoshi Kobudō weltweit bekannt gemacht haben.
- Hayashi Teruo (1924–2004) aus Naha, ein Okinawaner, der zugleich ein berühmter Karateexperte (Shitō-Ryū) war und der Kobudō bei Nakaima Kenkō, Hōhan Sōken und Taira Shinken studierte.
- Eisuke Akamine (1925–1999), Schüler und offizieller Nachfolger Taira Shinkens als 2. Präsident des Ryūkyū Kobudō Hōzon Shinkō Kai.
- Kise Fuji (Fusei; geb. 1935), okinawanischer Meister des Karate und des Kobudō; Schüler von Sōken Hōhan (1891–1982).
- Fumio Demura (1938–2023), ein Schüler von Sakagami Sadaaki, führte erfolgreich das Kobudō in Kalifornien ein.
- Katsuyoshi Kanei (1941–1993), Schüler von Matayoshi Shinpō und Begründer des Jinbukan-Kobudō.[1]
- Sakagami Sadaaki (geb. 1942), der Sohn von Sakagami Ryūsho, ist ein bedeutender Meister des Kobudō, vor allem auf dem Gebiet des Nunchaku und des Sai.
- Tamano Toshio (geb. 1942), ein Japaner, der die Shōreikai Kobudō Vereinigung Europa in Mailand (Italien) gründete. Er ist Schüler von Tōguchi Seikichi und von Matayoshi Shinpō (Kobudō).
- Peter Brockers (geb. 1945), Großmeister des Shōtōkan-Karate (9. Dan) und des Kobudō (8. Dan); Schüler von Nakayama Masatoshi (Karate) und Kanazawa (Karate).
- Tamayose Hidemi (geb. 1949), 10. Dan Kobudo und 10. Dan Karate[2]. Schüler von Akamine Eisuke. Nach Eisuke's Tod gründet er 1999 den Ryūkyū Kobudō Tesshinkan Kyōkai. Er lernte Karate unter Masao Shima, Matsubayashi-Shōrin-Ryū-Karate und Kobayashi-Shōrin-Ryū unter Seiyū Nakamura.
- Georg Stiebler (1950–1997), 6. Dan Kobudō, 6. Dan Jiu Jitsu, gründete 1983 den Kobudū Kwai Deutschland e. V., Mitbegründer der Deutschen Jiu-Jitsu Union. Autor von mehreren Büchern über Kobudō und Jiu Jitsu.
- Rainer Seibert (1960–2024), 8. Dan Gendai-Goshin-Kobujutsu, 6. Dan Gendai-Goshin-Hanbo-Jutsu, 2. Dan Ryukyu Kobudo Tesshinkan, 2. Dan Yamanni-Chinen Ryu Kobujutsu, 2. Dan Judo. Rainer Seibert erlernte das Gendai-Goshin Kobujutsu von Georg Stiebler und war sein Stilerbe.[3] Er hat Hidemi Tamayose vom Ryukyu Kobudo Tesshinkan und zu Toshihiro Oshiro vom Yamanni-Chinen Ryu Kobujutsu und Shima-ha Shorin Ryu Karate das erste Mal nach Deutschland eingeladen und war maßgeblich daran beteiligt, diese Stilrichtungen des Kobudos in Deutschland bekannt zu machen.
- Hiroshi Akamine (geb. 1954), Schüler von Taira Shinken und von seinem Vater Akamine Eisuke, 3. Präsident des Ryūkyū Kobudō Hōzon Shinkō Kai sowie Gründer des Ryūkyū Kobudō Shimbukan. Er lernte Karate bei Shijin Gushiken.
- Jamal Measara, derzeit 9. Dan Jinbukan-Kobudō (sowie 10. Dan Karate[4] und 7. Dan Aikidō) und dessen Vertreter in Europa.[5] Zusammen mit Katsuyoshi Kanei gründete er den Kobudō-Weltverband (International Okinawan Kobudū Kyūkai).
- Toshihiro Oshiro (1949), 9. Dan Shima-Ha Shorin Ryu Karate, 8. Dan Yamanni-Chinen Ryu Kobujutsu, weitere Graduierungen im Judo und Kendo. Er erlernte das Yamanni-Ryu von Kishaba Chogi, welcher es von Chinen Masami erlernte. Oshiro und Kishaba gründeten 1985 den Ryukyu Bujutsu Kenkyu Doyukai zur Förderung des Yamanni-Ryus.
- Kenyu Chinen (geb. 1944–2024)[6][7], 10. Dan Okinawa Kobudo und 10. Dan Okinawa Shorin-Ryu-Karate.[8] Kenyu Chinen ist der berühmteste von Shinpō Matayoshi ausgebildete Kobudo-Experte. Die von Kenyu Chinen gegründete und als Chef-Instruktor geleitete World Oshukai Dento Okinawa Shorin-Ryu Karate Do Kobudo Federation hat Dojos auf allen Kontinenten.[9]

Weitere okinawanische Karatemeister unterrichteten Kobudō im Zusammenhang mit Karate. Hierzu zählen beispielsweise Nagamine Shōshin (1907–1997), Yagi Meitoku (1910–2003), Tōguchi Seikichi (1917–1998, Shōreikan-Karate) und Higa Seitoku (geb. 1920). Dieser Unterricht basierte auf für ihre Schulen charakteristischen Kata, deren Abstammung von den Kata der unangefochtenen alten Meister wie Taira Shinken allerdings nicht immer offensichtlich ist.

## Kobudōwaffen

### Hauptwaffen

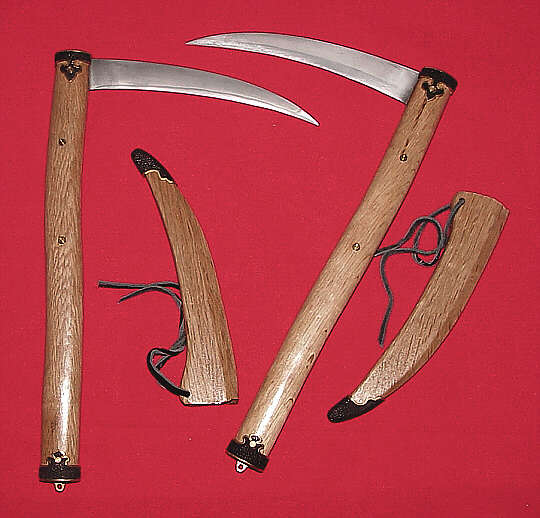
Ein Paar Kamas

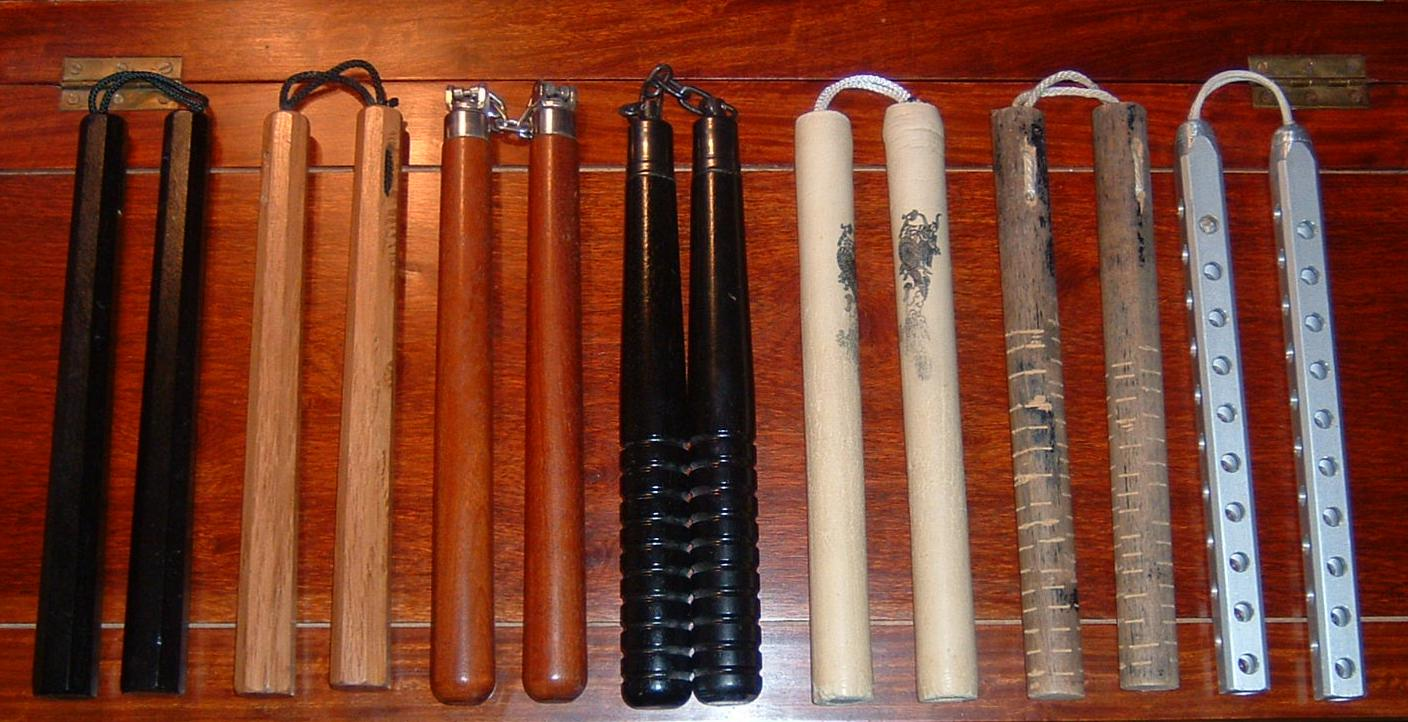
Verschiedene Nunchakus

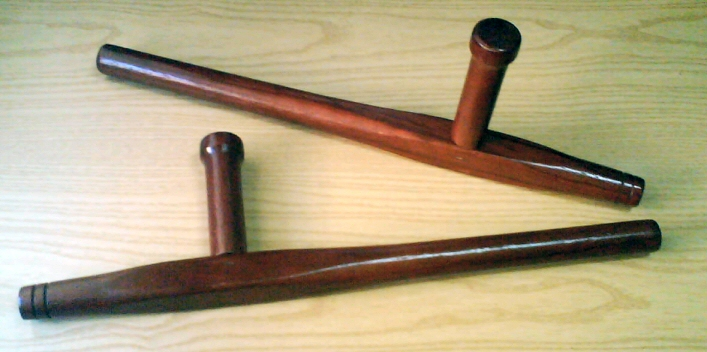
Ein Paar Tonfas

- Bō: Überbegriff für alle Stockwaffen, welche man primär nach der Länge charakterisiert, da diese ausschlaggebend für die Benutzung ist. Des Weiteren wird nach der Form unterschieden.
  - Länge:
    - Rokushaku-Bō (ca. 1,82 m langer Stab, wird meist kurz als Bō bezeichnet)
    - Tambō (auch Tanbo; ca. 60 cm lang)
    - Hanbō (ca. 80 bis 100 cm lang)
    - Kyūshaku-Bō (270 cm lang)
    - Bajobō (ca. 390 cm)

  - Form[10]
    - Hakkaku-Bō (achteckiger Querschnitt)
    - Kaku-Bō (viereckiger bzw. quadratischer Querschnitt)
    - Maru-Bō (runder Querschnitt)
    - Rokkaku-Bō (sechseckiger Querschnitt)
- Eiku, Wēku, Kai oder Sunakake-bo (Fischerpaddel)
- Kama (Sichel), siehe auch Kusarigama
- Kue oder Kuwa (Gartenharke)
- Manjisai (auch Nuntesai) (Variante des Sai)
- Nunchaku (zwei mit einer Schnur verbundene Stöcke, kurzer Dreschflegel)
- Nuntebō (Bō mit Saispitze), siehe auch Yari
- Rokushakukama (ein Kama befestigt auf einem Rokushakubo (180 cm langer Bō), Sense)
- Sai (Dreizack)
- Sansetsukon (dreiteiliger Dreschflegel)
- Suruchin oder Kusari Fundō (zwei Gewichte mit einer Schnur dazwischen)
- Tecchū (Schlageisen)
- Tekkō (Schlagring)
- Timbei und Rōchin (Schild aus Schildkrötenpanzer mit Machete oder kurzen Speer)
- Tonfa (ähnlich dem Polizeischlagstock, ursprünglich Griff eines Mühlsteins)
- Tuja (Dreizack)

### Rechtslage
Nach dem deutschen Waffengesetz ist der Besitz mancher Waffen (so z. B. Nunchaku (Würgewaffe) oder Tekkō (Schlagring)) verboten. In der Schweiz sind Nunchaku, Tonfa und Tekkō gemäß schweizerischem Waffenrecht als verbotene Waffe eingestuft. Die sportliche Ausübung mit echten Nunchakus und Tonfas aus Holz sowie mit Tekkō sind in der Schweiz mit einer kantonalen Ausnahmebewilligung (zuständig Waffenbüro der Kantonspolizei) gestattet.

## Kobudōstile

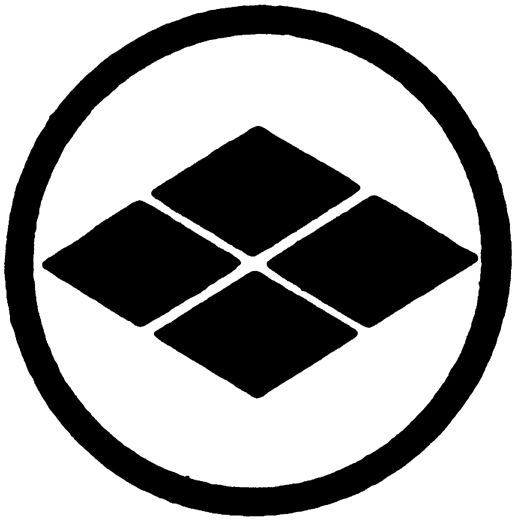
Das Emblem des Yamanni Chinen Ryū

Die Kobudōstile Okinawas kann man in mehrere Hauptrichtungen unterteilen, welche sich weiter aufgesplittet haben. Viele dieser Stile vermischen sich auch wieder untereinander.
- Ryūkyū Kobudō: Eine der Stilrichtungen ist das Ryūkyū Kobudō, welches von Yabiku Moden zusammengestellt und von Taira Shinken weiter geführt wurde. Darin kommen auch Katas des Yamanni-Ryū vor. Der Ryūkyū Kobudō Hōzon Shinkōkai stellt den Ursprungsverband da, aus dem sich folgende Verbände/Stilrichtungen entwickelt haben:
  - Ryūkyū Kobudō Hōzon Shinkōkai (Gegründet von Taira Shinken)
  - Ryūkyū Kobujutsu Hōzon Shinkōkai (Gegründet von Inoue Motokatsu)
  - Ryūkyū Kobudō Tesshinkan (Gegründet von Tamayose Hidemi)
  - Okinawa Dentō Kobudō Hozon Kai Bunbukan (Gegründet von Masahiro Nakamoto)
  - Kenshin Ryū (Gegründet von Hayashi Teruo)
  - Ryūkyū Kobudō Shinkokai (Gegründet von Katsuhiko Minowa)
  - Ryūkyū Kobudō Shinbukan (Gegründet von Hiroshi Akamine)

- Matayoshi Kobudō oder Kingai Ryū: Vom Matayoshi Kobudō gibt es mehrere Linien, welche auf Matayoshi Shinkō zurückgehen:
  - Zen Okinawa Kobudō Renmei (Gegründet von Matayoshi Shinkō)
  - Okinawa Kobudō Doushi Renseikai (Gegründet von Yoshiaki Gakiya)
  - Ōshū Kai International (Gegründet von Kenyū Chinen)
  - Kingai Ryū Matayoshi Kobudō Sōke (Gegründet von Yasushi Matayoshi)
  - International Shōrin Ryū Seibukan (Gegründet von Chin Mok Sung) bzw. Shōrin Ryū Siu Sin Kan (Gegründet von Neo Ho Tong)[12]
  - Kokusai Okinawa Kobudō Kyōkai (Gegründet von Katsuyoshi Kanei und Jamal Measara)
  - Jinbukan Kobudō (Gegründet von Katsuyoshi „Kama-Te“ Kanei)

- Yamanni/Yamane Chinen-Ryū: Katas des Yamane/Yamanni Ryū sind auch im Ryūkyū Kobudō nach Shinken Taira zu finden.
  - Ryūkyū Bujutsu Kenkyū Dōyūkai (Gegründet von Chogi Kishaba und Toshihiro Oshiro)
  - Kōryū Uchinādi (Gegründet von Patrick McCarthy)

- Ufuchiku Kobujutsu
- Ryūkyū Oke Hiden Bujutsu (Geheime königliche Kampfkünste Okinawas)
- Ryūrei-Ryū
- Matsumura Orthodox Shōrin-ryū Karate-do (Gegründet von Hohan Soken)
- Motobu Udundi Tuiti Ryū
- Isshin Ryū

- Moderne Kobudō-Stile:
  - Gendai Goshin Kobu Jutsu (Gegründet von Georg Stiebler)
  - Kōbukai Kobudō (Gegründet von Vlado Schmidt)
  - Freestyle Kobudo (Gegründet von Peter Brockers)
  - Sochin Ryu Kobudo (Gegründet von Jim van de Wielle)